# Bols

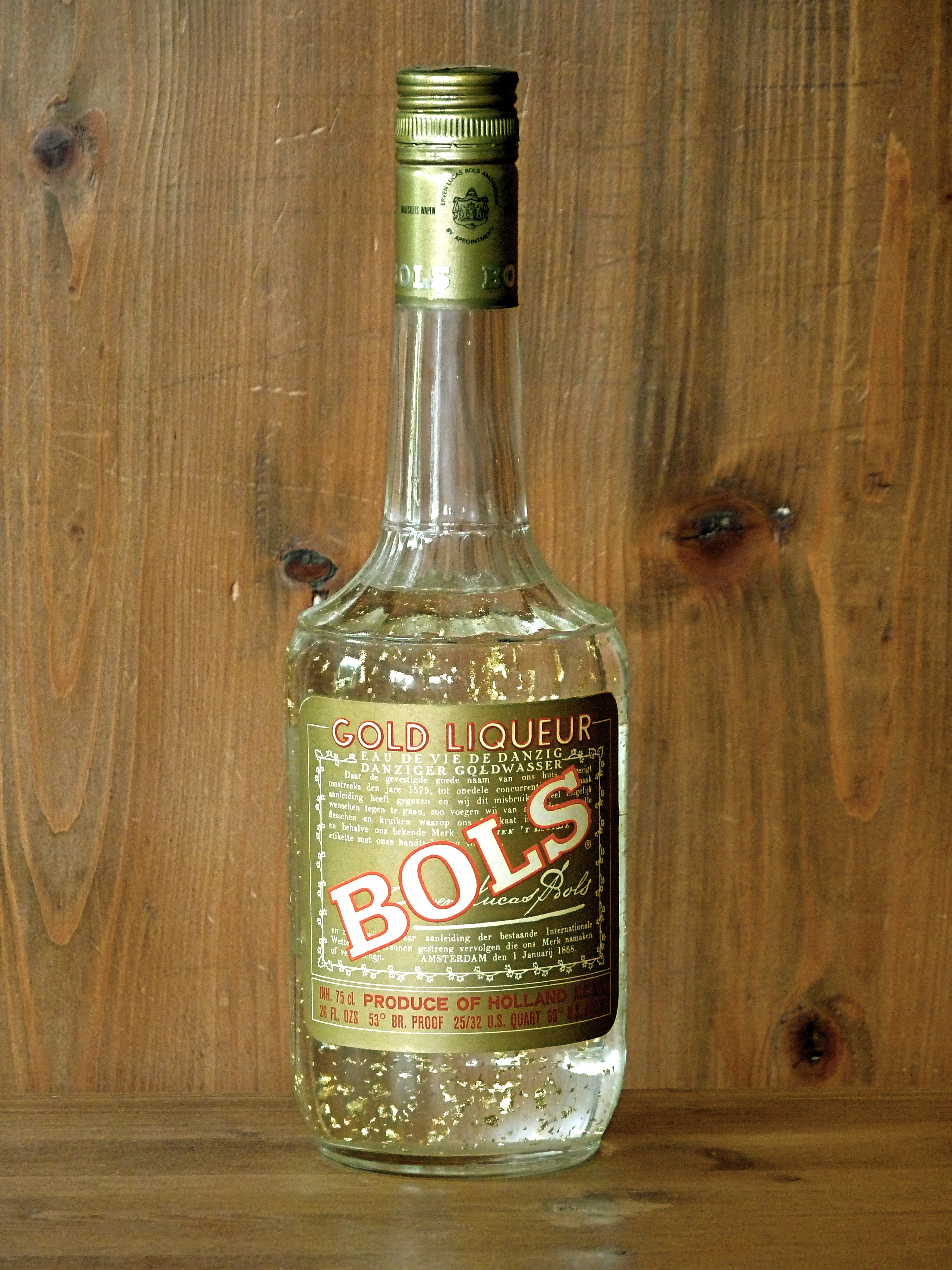
Bols Gold Liqueur.

Bols är ett företag i Nederländerna som tillverkar alkoholprodukter, främst genever och likörer, men även Bols Vodka. Mest känt är dess sortiment av likörer. Företaget grundades av holländaren Ereven Lucas Bols som 1577 upprättade ett bränneri utanför Amsterdam.

## Likörsortimentet
- Amaretto liqueur
- Apricot Brandy liqueur
- Bitter Orange liqueur
- Blue curacao liqueur
- Cherry Brandy liqueur
- Coconut liqueur
- Coffee liqueur
- Crème de Bananes liqueur
- Crème de Cacao Brown liqueur
- Crème de Cacao White liqueur
- Crème de Cassis liqueur
- Dry Orange curacao liqueur
- Gold Strike
- Grune Bananes liqueur
- Kirsch liqueur
- Kiwi liqueur
- Lychee liqueur
- Maraschino liqueur
- Melon liqueur
- Parfait Amour liqueur (Lila)
- Passion Fruit liqueur
- Peach liqueur
- Peppermint Green liqueur
- Peppermint White liqueur
- Prinzenkirsch
- Raspberry (Framboise) liqueur
- Red Orange liqueur
- Strawberry (Fraise) liqueur
- Triple Sec curacao liqueur
- Vanilla liqueur